# Delfin

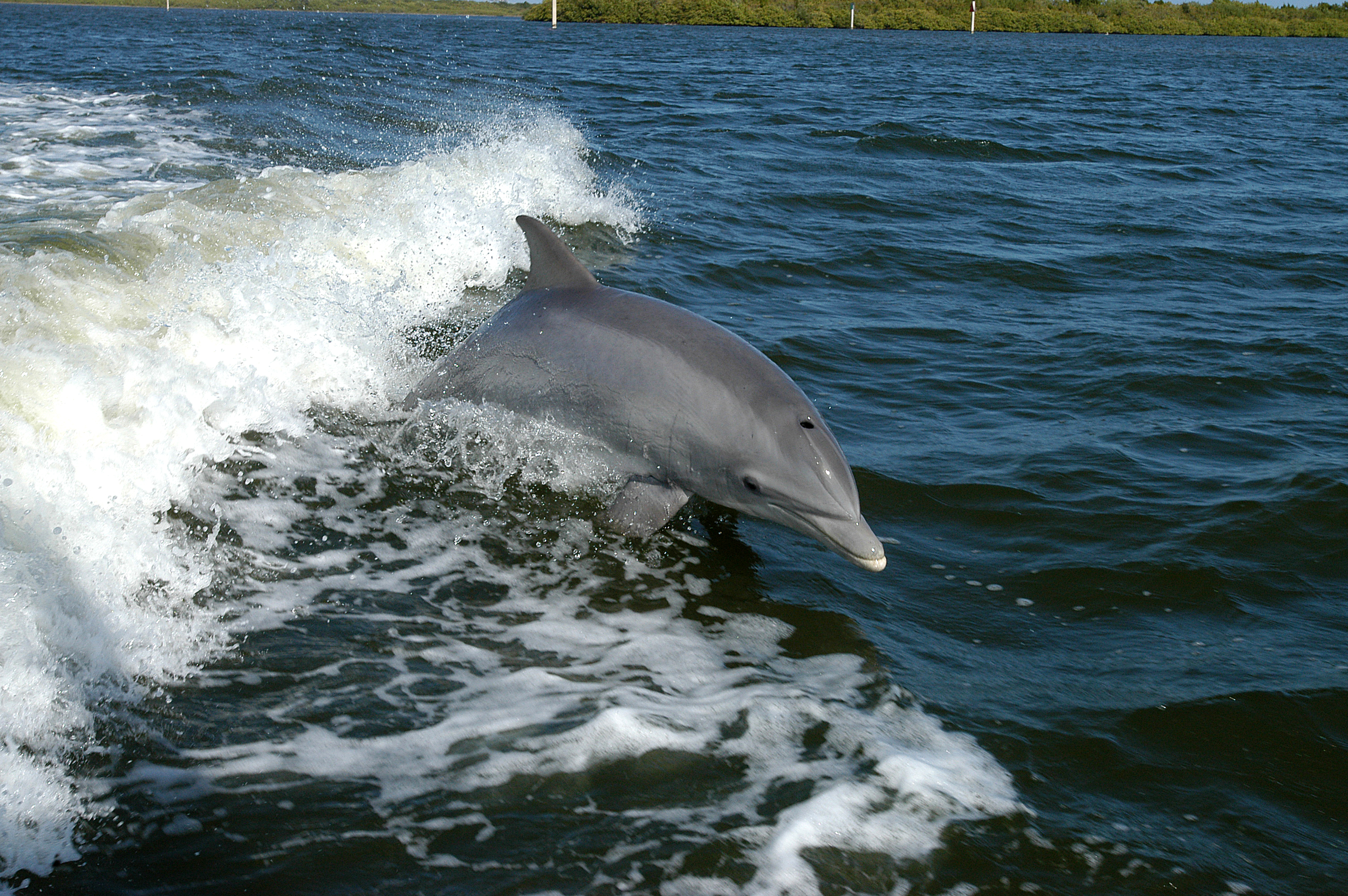
Palackorrú delfin (Tursiops truncatus)

A delfin a fogascetek közé tartozó egyes vízi emlősállatok összefoglaló neve. A delfinek halakkal táplálkoznak. Egy egyed 5–6 kg halat fogyaszt el naponta. Különleges képességük, hogy a visszhang alapján tájékozódnak. Összesen 50 fajuk hét családot alkot: a tengerekben élő delfineket három családba soroljuk  az édesvízi folyamidelfinek  öregcsaládjába pedig további négy delfincsalád tartozik. A delfinek legközelebbi rokonai a szintén a fogascetek közé tartozó nagy ámbráscet,  és csőröscetfélék.
A delfinek társas lények, csoportokban élnek. Együtt indulnak vadászni, és ebben nagyon sikeresek. A csoportokban legtöbbször anyák és gyermekeik vannak, a nőstény 5 évig is együtt élhet a gyermekével.

## Magyarországi tilalom
Az állatok védelméről és kíméletéről szóló 1998. évi XXVIII. törvény 40. § (4) bekezdése értelmében delfinek a Magyarországra történő behozatala, utaztatása és bemutatása tilos.

## Életmódja
Kb. 30–40 egyedből álló csoportokban élnek. A tagok jól ismerik egymást, és közösen, jól összehangoltan vadásznak. A delfin nagy frekvenciájú hangjai számunkra ugyan nem érzékelhetők, de mégis nagy erejűek. Olyannyira, hogy a zsákmányállatokat olykor meg is bénítják, ezzel is megkönnyítve megszerzésüket.
Társas lények, szívesen játszanak az emberrel is, ezért a legkedveltebb állatok közé tartoznak. Ugyanakkor ragadozók, és egymás közti érintkezéseikből sem hiányzik az agresszió, sőt a gyilkosság. Ritkán fordul elő, hogy az embert is megtámadják.
Értelmi képességei kiemelkedőek: gyakran hasonlítják őket a csimpánzokhoz, sőt az emberhez is.

## Szaporodása
A delfin évente egyszer szül, 10–12 hónapos vemhesség után egyetlen borjút. A barna delfinek még ennél is ritkábban, 3–4 évente ellenek, és szintén csak egyet. A párzás ideje egész évben kötetlen időben lehet, de a leggyakoribb mégis a nyári ellés. A delfin a víz alatt hozza világra a kicsinyét. A borjú farka jelenik meg először a szüléskor, majd a méhlepény távozása után hamarosan fel kell úsznia a víz színére, hogy levegőt vegyen. Az anyja és gyakran a delfintársak segítik a kölyköt, hogy mielőbb oxigénhez jusson. A szoptatás is a víz alatt történik, és két evés között a kis delfin fölúszik levegőért. Hogy minden a leghatékonyabb legyen, a delfin teje rendkívül zsíros és tápláló, és szinte pillanatok alatt bele tudja pumpálni a kicsibe a tejet.

## Leírása
A delfineknek átlagosan 80–100 differenciálatlan, maradandó foguk van, melyek egymásba illeszkednek. Fogaik antennaként a visszaverődő ultrahangok felfogásában és továbbításában is szerepet játszanak. Egy delfin életkorát, egy fa évgyűrűihez hasonlóan a félbevágott fog növekedési gyűrűiből meg lehet határozni.

### Légzés
A delfineknek egy légzőnyílása van, a fejük középső részén.
A delfinek emlősállatként vízben élnek, de rendszeresen fel kell jönniük levegőt venni.
Fajonként változó, hogy mennyi ideig tudnak a víz alatt maradni.

### Visszhangképzés

A delfinek hanghullámmal történő érzékelése

A delfinek másodpercenként akár 800 irányított hangot is kibocsátanak a fejük elülső részén található képződményen keresztül. A hang frekvenciája az ultrahang-tartományba esik. A hangsugár az adott objektumról visszaverődik, amit egy, az alsó állkapocs csontban lévő üregben fognak fel. Ennek a csontnak az alsó része továbbítja a jelzést a közép-, majd a belső fülhöz, ahonnan az agy hallóközpontjába jut az ingerület, és vizuális jelekké fordítódik. Így az állat a vízben lévő objektum távolságát, méretét és alakját meghatározza, sőt ezen felül a sebességét és irányát is megállapítja. Ezt echolokációnak nevezik. Ez nemcsak a tájékozódását segíti elő, hanem alkalmazásával vadászik is a delfin.

### Kommunikáció
A delfinek nyelve füttyökből áll.
A palackorrú delfinekről megállapították, hogy „neveket” használnak bemutatkozásra, és egymás azonosítására: szonáris hanghullámos sorozatot használ, ami jellegzetes a delfineknél.
A delfin „látja" a hangot. Csettintő, csattogó ultrahangok sorozatát bocsátják ki, egymáshoz is ilyen jelekkel szólnak. Folynak kísérletek a delfin és az ember közti kétirányú kommunikáció fordítógéppel való megvalósítására.

## Fajaik
A testméretek a kifejlett állatra vonatkoznak.

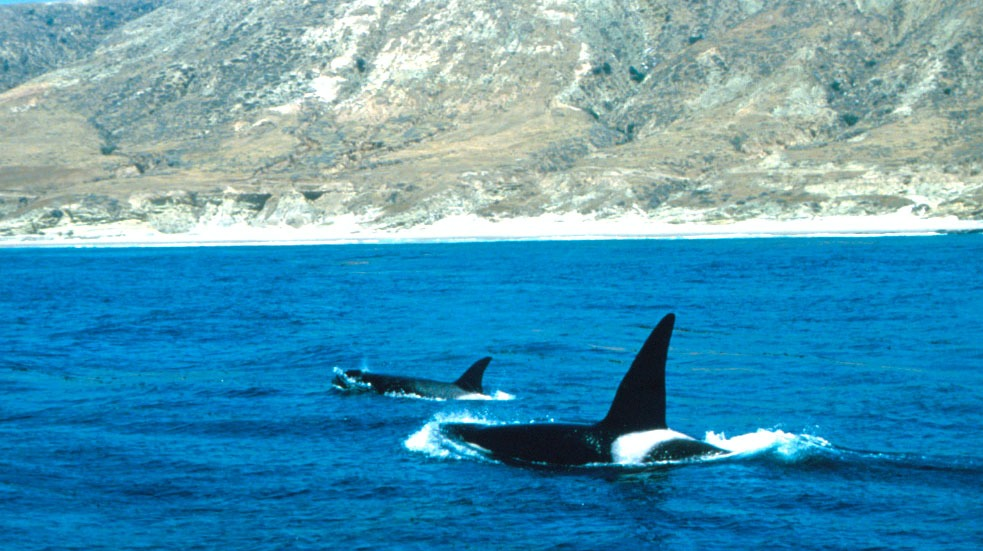
Kardszárnyú delfin

- Kardszárnyú delfin (Orcinus orca, O. nanus, O. glacialis)
Helytelenül gyilkos bálna néven is ismert. Az egyetlen cetféle, amely saját rendjének tagjait is vadássza.
Előfordulás: Minden óceánban.[8]
Méretek: 5.5–10 m, 2,5–9 t
- Fehérajkú kardszárnyúdelfin (Peponocephala electra, Lagenorhynchus electra)
Előfordulás: mérsékelt vizek.
Méretek: 2,1–2,7 m, kb. 160 kg
- Kis kardszárnyúdelfin (Pseudorca crassidens)
Előfordulás: mérsékelt égöv alatt.
Méretek: 4,3–6 m, 1,1–2,2 t
- Törpe-kardszárnyúdelfin (Feresa attenuata, F. intermedius)
Előfordulás: az Egyenlítő környékén.
Méretek: 2,1–2,6 m, 110–170 kg
- Rövidszárnyú gömbölyűfejű-delfin (Globicephala macrorhynchus, G. sieboldii, G. scammoni, G. seiboldi, G. ventricosa)
Előfordulás: mérsékelt égöv alatt.
Méretek: 3,6–6,5 m, 1–4 t
- Hosszúszárnyú gömbölyűfejű-delfin, fekete delfin vagy tökfejű cet (Globicephala melas, G. melaena)
Előfordulás: déli mérsékelt vizek, valamint Európa és Észak-Amerika között.
Méretek: 3,8–6 m, 1,8–3,5 t

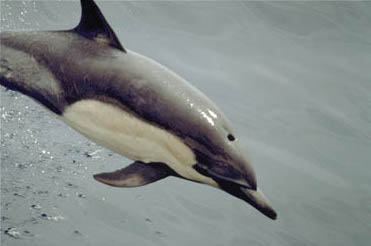
Közönséges delfin

- Közönséges delfin (Delphinus delphis)
A legrégebben ismert delfinfajta.
Előfordulás: mérsékelt vízű óceánokban, és a Földközi-tengerben.
Méretek: 1,7–2,4 m, 70–110 kg
- Fokföldi delfin (Delphinus capensis)
- Északi delfin vagy fekete felemás delfin (Lissodelphis borealis)
Előfordulás: Ázsia és Észak-Amerika vizei, a 30–50° között.
Méretek: 2–3 m, 60–100 kg
- Déli delfin vagy felemás delfin (Lissodelphis peronii)
Előfordulás: a déli félteke vizei.
Méretek: 1,8–3 m, 60–100 kg
- Parti delfin vagy folyami gadamus (Sotalia fluviatilis)
 Előfordulás: Dél-Amerika északkeleti partjainál, illetve az Amazonas folyóban.
Méretek: kb. 1,4 m, kb. 40 kg
- Keleti delfin vagy indiai púposdelfin (Sousa chinensis, S. teuszii, S. plumbea, S. lentiginosa, S. borneensis)
Előfordulás: Indiai- és Csendes-óceán partközeli vizei.
Méretek: 2–2,8 m, 150–200 kg
- Nyugat-afrikai púposdelfin (Sousa teuszii)
Előfordulás: Afrika nyugati partjainál.
Méretek: 2–2,5 m, 100–150 kg
- Csíkos delfin (Stenella coeruleoalba)
Előfordulás: mérsékelt vizek.
Méretek: 1,8–2,5 m, 90–150 kg
- Sisakos delfin vagy háromszínű delfin (Stenella clymene, Delphinus metis)
Előfordulás: Afrika és Észak-Amerika között.
Méretek: 1,7–2 m, 50–90 kg
- Trópusi delfin (Stenella longirostris, (Delphinus longirostris, D. alope, D. microps, D. stenorhynchus, D. rosiventris)
Előfordulás: mérsékelt vizek.
Méretek: 1,3–2,1 m, 45–75 kg
- Pettyes delfin (Stenella attenuata, S. frontalis, S. dubia, Delphis brevimanus, D. microbranchium, D. albirostratus, Steno capensis, Steno consimilis, Clymene punctata, Prodelphinus graffmani)
Előfordulás: Mérsékelt vizek.
Méretek: 1,7–2,4  m, 90–115 kg
- Foltos delfin vagy atlanti delfin (Stenella frontalis, S. plagiodon, S. pernettensis, S. dubia, Delphis dubius, Delphinus frontalis, Delphinus froenatus, Delphinus doris, Delphinus plagiodon)
Előfordulás: Afrika, illetve Észak-Amerika délkeleti és Dél-Amerika északkeleti partjai, 24–48° között.
Méretek: 1,7–2,3 m, 100–140 kg
- Barázdásfogú delfin (Steno bredanensis, Delphinus bredanensis, D. planiceps, D. reinwardtii, D. chamissonis, D. compressus, D. oxyrhynchus, D. frontatus)
Előfordulás: mérsékelt vizek.
Méretek: 2,1–2,6 m, 100–150 kg

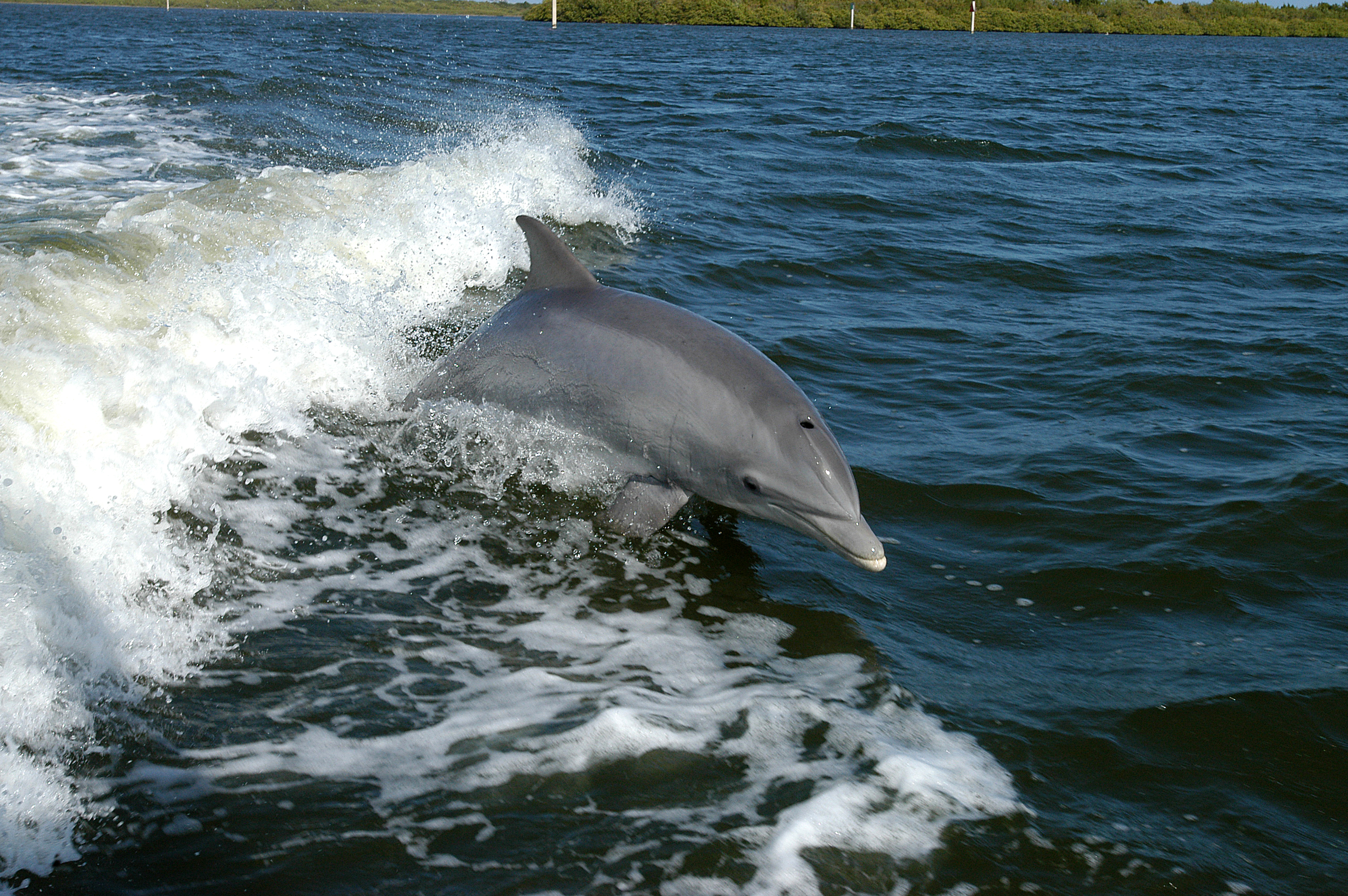
Palackorrú delfin

- Palackorrú delfin (Tursiops truncatus, T. gillii, T. nuuanu, T. gephyreus, T. nesarnack, T. tursio, T. catalania, T. abusalam, Truncatus abusalam)
A legismertebb delfinfajta.
Előfordulás: mérsékelt vízű óceánokban és a Földközi-tengerben.
Méretek: 1,9–4  m, 150–650 kg
- Indiai-óceáni palackorrú delfin (Tursiops aduncus)
Előfordulás: az Indiai-óceán vizei.
Méretek: 1,9–3,9 m, 150–660 kg
Élettartam: 30–50 év
- Commerson-delfin (Cephalorhynchus commersonii)
Előfordulás: Dél-Amerika déli partjai, illetve az Indiai-Óceán.
Méretek: 1,3–1,7 m, 35–60 kg
- Chilei delfin (Cephalorhynchus eutropia)
Előfordulás: Dél-Amerika délnyugati partjai, 5° és 33° között.
Méretek: 1,2–1,7 m, 35–65 kg
- Benguela-delfin (Cephalorhynchus heavisidii, C. heavisidei)
Előfordulás: Afrika délnyugati partjainál.
Méretek: kb. 1,6 m, 40–75 kg
- Hector-delfin (Cephalorhynchus hectori)
Előfordulás: Új-Zéland körüli vizekben.
Méretek: 1,2–1,5 m, 35–60 kg
- Risso-delfin (Grampus griseus)
Előfordulás: mérsékelt vizekben.
Méretek: 2,6–3,8 m, 300–500 kg
- Fraser-delfin (Lagenodelphis hosei)
Előfordulás: Ázsia és Közép-Amerika közötti mérsékelt vizek, a 40–60° között.
Méretek: 2–2,6 m, 160–210 kg
- Atlanti fehérsávos delfin vagy fehéroldalú delfin (Lagenorhynchus acutus)
Előfordulás: Észak-Európa és Grönland partjai között, illetve Kanada északkeleti partjainál.
Méretek: 1,9–2,5 m, 160–280 kg
- Fehércsőrű delfin (Lagenorhynchus albirostris)
Előfordulás: Észak-Európa és Grönland partjai között, illetve Kanada északkeleti partjainál.
Méretek: 2,5–2,8 m, 180–275 kg
- Peale-delfin (Lagenorhynchus australis)
Előfordulás: Dél-Amerika déli partjai.
Méretek: 2–2,2 m, kb. 110 kg
- Szalagos delfin (Lagenorhynchus cruciger)
Előfordulás: Déli félteke 45–65° között.
Méretek: 1,6–1,8 m, 90–120 kg
- Csendes-óceáni fehérsávos delfin (Lagenorhynchus obliquidens)
Előfordulás: Ázsia és Észak-Amerika partjai között.
Méretek: 1,7–2,4 m, 85–150 kg
- Sötét delfin vagy fakó delfin (Lagenorhynchus obscurus)
Előfordulás: Dél-Amerika nyugati partjai, illetve Új-Zéland körül.
Méretek: 1,6–2,1 m, 50–90 kg
- Kúposfejű delfin (Orcaella brevirostris)
Előfordulás: Indiától Ausztrália északi partjai mentén.
Méretek: 2,1–2,6 m, 90–150 kg
- Ausztráliai delfin (Orcaella heinsohni)
Előfordulás: Ausztrália északi partjai mentén.
Méretek: 2,1–2,6 m, 90–150 kg

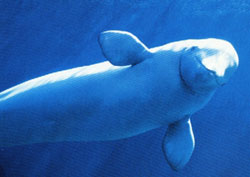
Beluga

- Narvál vagy tengeri egyszarvú (Monodon monoceros)
Az egyetlen ismert tengeri emlős, amely agyarat visel. A cetek közül a legészakibb helyeken fordul elő.
Előfordulás: az Északi-sark környékén.[9]
Méretek: 3,5–5 m, 0,8–1,6 t
- Beluga vagy fehér delfin (Delphinapterus leucas)
Előfordulás: a sarkok körüli mérsékelt vizekben.[10]
Méretek: 3,5–5 m, 0,4–1,5 t

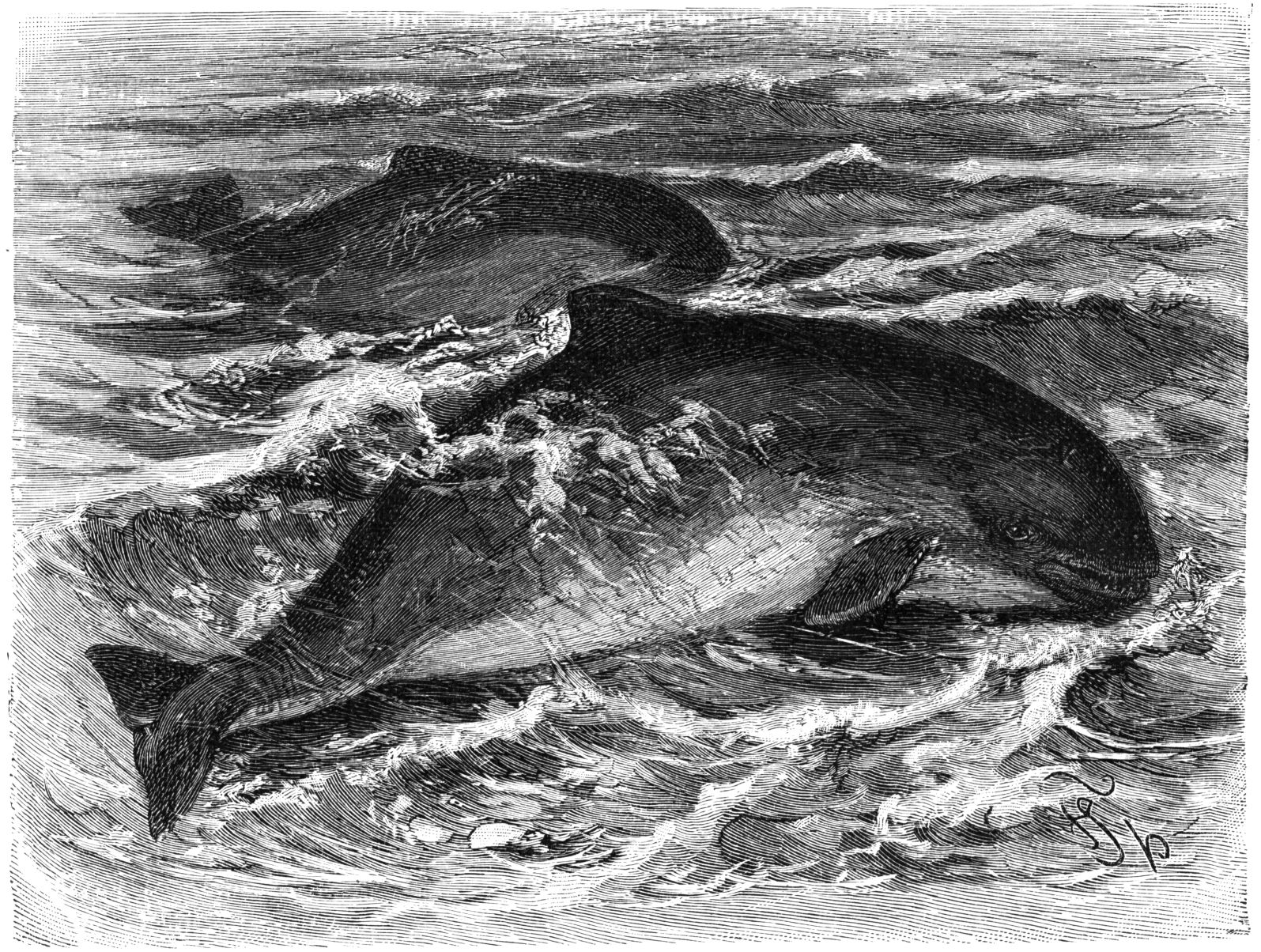
Barna delfin

- Barna delfin vagy közönséges disznódelfin (Phocoena phocoena, Delphinus ventricosus, Phocaena fuscus, Phocaena communis, Phocaena tuberculifera, Phocaena vomerina, Phocaena brachycium, Phocaena americana, Phocaena lineata, Phocaena relicta)
Előfordulás: az északi félteke hidegebb vizei.
Méretek: 1,5–1,7 m, 40–60 kg
- Rücskösfarkú disznódelfin vagy indiai tengeri disznó (Neophocaena phocaenoides, Delphinapterus mologan, Neomeris kurrachiensis, Delphinus melas, Neomeris melas)
Előfordulás: India partjai, illetve az ázsiai szigetvilág.
Méretek: 1,2–1,9 m, 30–45 kg
- Pápaszemes disznódelfin (Australophocoena dioptrica, Phocaena storni, Phocoena dioptrica)
Előfordulás: Dél-Amerika déli partjai, illetve egyes csendes-óceáni helyek.
Méretek: 1,3–2,2 m, 60–85 kg
- Kaliforniai disznódelfin (Phocoena sinus, Phocoena vomerina)
Előfordulás: a Kaliforniai-öböl északi csücske, a Colorado folyó deltája.
Méretek: 1,2–1,5 m, 30–55 kg
- Burmeister-disznódelfin (Phocoena spinipinnis, Acanthodelphis spinipinnis, Phocaena Philippii, Acanthodelphis (Phocaena) philippii)
Előfordulás: Dél-Amerika parti vizei.
Méretek: 1,4–2 m, 40–70 kg
- Dall-disznódelfin (Phocoenoides dalli)
Előfordulás: Ázsia és Észak-Amerika partjai között, Bering-szoros
Méretek: 1,7–2,2 m, 135–220 kg

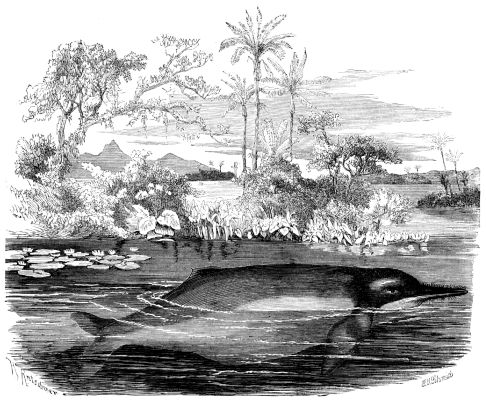
Amazonasi folyamidelfin (rajz, Brehms: Az állatok világa, 1883)

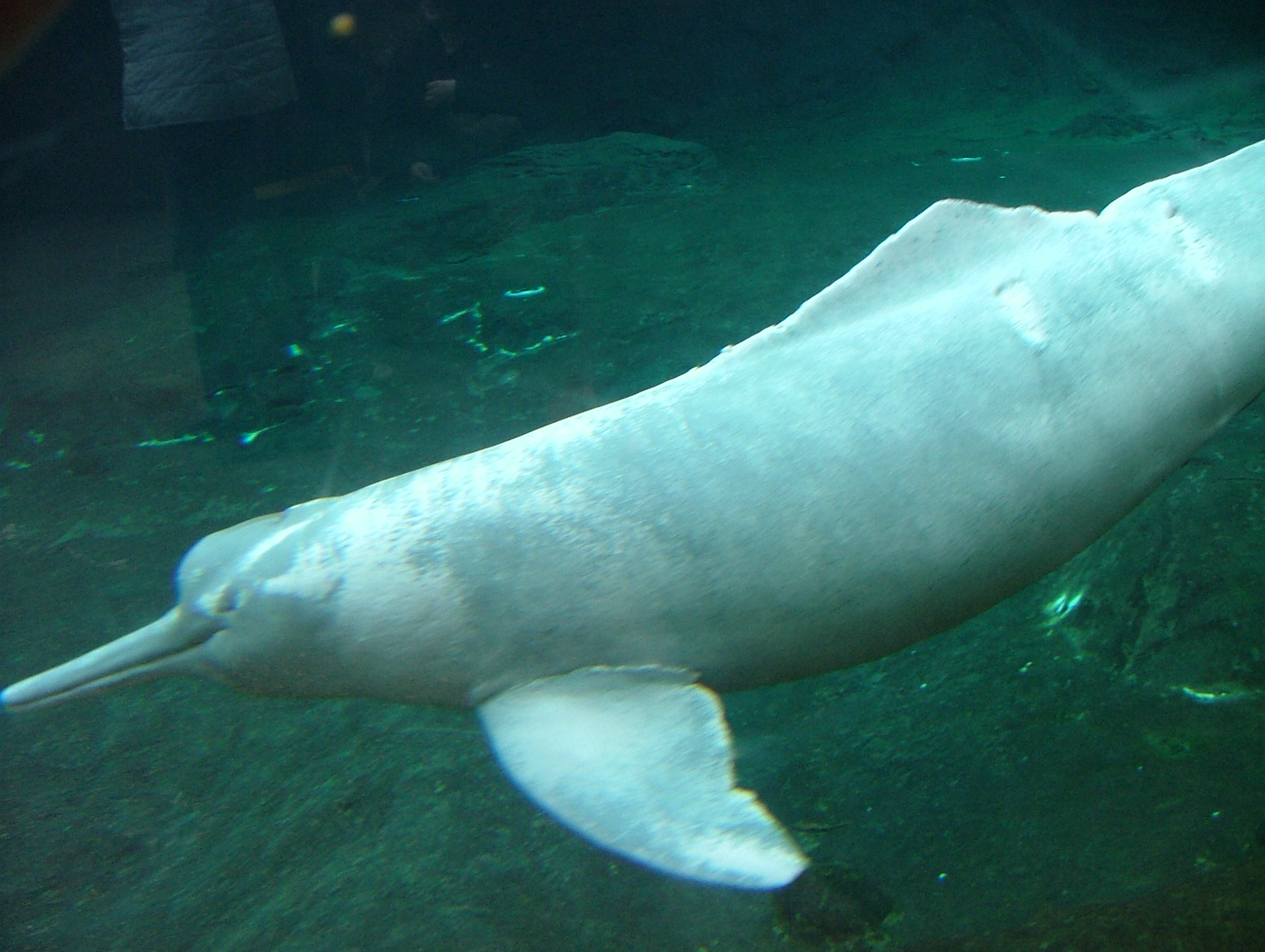
Amazonasi folyamidelfin (Inia geoffrensis)

- Amazonasi folyamidelfin (Inia geoffrensis)
Előfordulás: Dél-Amerika; az Amazonas és Orinoco folyó.
Méretek: 2,5–3 m, 85–160 kg
- Kínai folyamidelfin (Lipotes vexillifer)
Előfordulás: Kína, Jangce folyó.
Méretek: 1,2-2,5 m, 100–160 kg
- Gangeszi folyamidelfin (Platanista gangetica gangetica)
Előfordulás: India és Banglades; a Gangesz, Brahmaputra és Karnaphali folyó.
Méretek: 1,5–2,5 m, 70–90 kg
- Indusi folyamidelfin (Platanista gangetica minor)
Előfordulás: India, Indus folyó.
Méretek: 1,5–2,5 m, 70–90 kg
- Sósvízi folyamidelfin (Pontoporia blainvillei, Stenodelphis blainvillei, Delphinus blainvilleii, Pontoporia tenuirostris)
Az egyetlen folyamidelfin, amely tengerben él.
Előfordulás: Dél-Amerika keleti partjai (19–42° között), illetve a La Plata folyó torkolata.
Méretek: 1,3–1,7 m, 30–50 kg

## Katonai alkalmazásuk
A hidegháború óta számos kísérlet történt a delfinek felderítési, sőt harci célokra történő alkalmazására is (United States Navy Marine Mammal Program).

## Ajánlott irodalom
- Patrice van Eersel: Az ötödik álom (1994, 1999)
- Mark Carwardine: Bálnák és delfinek (1995, 2002)
- Adrian P. Kezele: A delfin álma (2004)

## Szépirodalom
- Robert Merle: Állati elmék (Bp., 1969–2002 több kiadás)
- Arthur C. Clarke: Delfinek szigete (Bp., 1980)
- Arthur C. Clarke: Mélység (Bp., 1994)

## Film
- Flipper (1963)
- Flipper (1964–1967) – filmsorozat
- The Day of the Dolphin (1973) – A Delfin Napja
- Le Grand Bleu (1988) – A nagy kékség
- Atlantis (1991)
- Free Willy (1996) – Szabadítsátok ki Willy-t
- Dolphin Tale (2011) – Delfines kaland
- The Cove (2009) – Az öböl
- Dolphin Tale 2 (2014) – Delfines kaland 2